# Elliptische Trogmuschel
Die Elliptische Trogmuschel (Spisula elliptica) ist eine im Nordatlantik verbreitete Muschelart aus der Familie der Trogmuscheln (Mactridae). 

## Merkmale
Das gleichklappige, leicht aufgeblähte, nicht klaffende Gehäuse wird bis 32 Millimeter lang. Es ist im Umriss eiförmig bis abgerundet-dreieckig und leicht ungleichseitig. Die Wirbel sitzen unmittelbar vor der Mittellinie, bezogen auf die Gehäuselänge. Der vordere Dorsalrand ist geringfügig kürzer als der hintere Dorsalrand. Der vordere Dorsalrand ist breit gerundet, der Übergang zum Vorderrand ist leicht gewinkelt. Der hintere Dorsalrand ist fast gerade bis leicht konvex gekrümmt. Der Übergang zum Hinterrand ist ebenfalls leicht gewinkelt, sitzt aber etwas tiefer als der vordere Übergang. Der Ventralrand ist weit gerundet. Das vordere Dorsalfeld weist eine etwas vorstehende Lunula auf. Das externe, dunkelbraune Ligament ist klein und dünn. Der intern liegende Teil sitzt in einer dreieckige Grube. Das Schloss hat in der rechten Klappe zwei Kardinalzähne und je zwei vordere und hintere Lateralzähne. In der linken Klappe befinden sich drei Kardinalzähne, von denen die zwei vorderen Zähne einen umgekehrt v-förmigen Fortsatz bilden, der über die eigentliche Schlossplatte hinaus ragt. Der dritte hintere Kardinalzahn ist klein und zerbrechlich und ist deshalb oft abgebrochen. Außerdem sind je ein vorderer und hinterer Lateralzahn vorhanden. Die oberen und unteren Flächen der Lateralzähne in der linken Klappe sind gekerbt. In der rechten Klappe sind die jeweiligen Innenseiten der Lateralzähne gekerbt. Die Mantellinie ist eingebuchtet, die Bucht erreicht das hintere Ende des Chondrophor.
Die weißliche bis cremefarbene Schale ist fest, aber spröde. Die Ornamentierung besteht aus konzentrischen Linien. Der Innenrand des Gehäuses ist glatt. Das dünne Periostracum ist blassbraun bis dunkelbraun.
Rechte und linke Klappe des gleichen Tieres:

Rechte Klappe
Linke Klappe

## Geographische Verbreitung und Lebensraum
Die Elliptische Trogmuschel kommt von Island und der Barentssee entlang der Küsten des Ostatlantiks bis Gibraltar und ins westliche Mittelmeer vor. Sie dringt auch in die Nordsee vor. 
Sie lebt eingegraben in schlickigen, sandigen und kiesigen Böden von etwa 20 Meter bis in 200 Meter Wassertiefe. 

## Taxonomie
Die Art wurde 1827 von Thomas Brown unter dem ursprünglichen Binomen Mactra elliptica aufgestellt. Sie wird heute allgemein akzeptiert in die Gattung Spisula Grey, 1837 eingeordnet.

## Belege

### Online
- Marine Bivalve Shells of the British Isles: Spisula elliptica (Brown, 1827) (Website des National Museum Wales, Department of Natural Sciences, Cardiff)